# Alain Mimoun
Alain "Ali" Mimoun (El Telagh, 1 de janeiro de 1921 - Champigny-sur-Marne, 27 de junho de 2013)  foi um fundista francês, campeão olímpico da maratona, campeão nacional por vários anos dos 5000 m e 10000 m. Ele sempre teve seu caminho ao ouro olímpico bloqueado por seu maior adversário e amigo, Emil Zatopek, nas provas de pistas, até finalmente derrotá-lo nos Jogos Olímpicos de Melbourne em 1956.
Mimoun foi campeão francês das corridas de fundo por mais de uma década, após a Segunda Guerra Mundial, participando com brilho dos Jogos de Londres em 1948 e de Helsinque em 1952, conquistando três medalhas de prata nestes Jogos, sempre atrás daquele que parecia jamais lhe permitiria ser campeão, o tcheco Emil Zátopek.
Em 1956, os dois maiores corredores de fundo da década de 1950, velhos rivais e grandes amigos, alinharam pela última vez numa mesma prova, a maratona olímpica, que Zátopek já havia vencido nos Jogos anteriores. Fazia muito calor em Melbourne naquele dia e o tcheco, operado a uma hérnia seis semanas antes, sofreu muito nas ruas da cidade enquanto Alain, argelino de nascença, parecia à vontade nos 36 °C do verão australiano, vencendo a prova com facilidade.
Na linha de chegada, Mimoun esperou por Zátopek, que chegou em sexto lugar, completamente exausto, e lhe disse: "Emil, eu agora sou campeão olímpico como você, porque não me abraça?" Os dois então se abraçaram na pista, e Mimoun afirmou depois que aquele momento para ele teve mais valor que a medalha de ouro. No mesmo dia de sua tão esperada vitória ele teve uma filha, a quem deu o nome de Olympia.
Alain Mimoun continuou a competir após Melbourne e esteve na equipe de atletismo francesa aos Jogos de Roma em 1960, já com 39 anos, sem conseguir resultado expressivo. Seu último título nacional foi conquistado em 1966, aos 45 anos, vinte anos após a sua estreia nas pistas de atletismo. Considerado um herói nacional na França, tem mais de cinquenta ginásios esportivos do país batizados em sua homenagem.